# Caulaelia
× Caulaelia, (abreviado  Cll ) en el comercio, es un híbrido intergenérico entre los géneros de orquídeas Caularthron × Laelia. Fue publicado en Orchid Rev. 110(1244, Suppl.): 29 (2002)